# Автоматично керований транспортний засіб
Автоматично керований транспортний засіб (англ. Automated (Automatic) Guided Vehicle (AGV), нім. Fahrerloses Transportfahrzeug (FTF)) — це мобільний робот, що застосовується у промисловості для переміщення вантажів, товарів та матеріалів у виробничому процесі, або в складському господарстві. Пристрій оснащується системою, що дозволяє йому орієнтуватися в просторі. Також схожі роботи можуть застосовуватися в медичних установах для обслуговування хворих з обмеженою рухливістю.